# 石點 (亞利桑那州)
石點（英語：Rock Point）是位於美國亞利桑那州阿帕契縣的一個人口普查指定地區。根據2010年美國人口普查，該地人口為642人，而該地的面積約為36.72平方千米。

## 地理
石點的座標為36°43′10″N 109°37′30″W / 36.71944°N 109.62500°W，而該地最高點為海拔高度1525米（即5003英尺）。